# باندیکوت خاردار پوزه‌بلند
باندیکوت خاردار پوزه‌بلند (نام علمی: Echymipera rufescens) نام یک گونه از سرده باندیکوت خاردار گینه نو است.